# 克理普敦未來媒體
克理普敦未來媒體（日語：クリプトン・フューチャー・メディア株式会社）是位於日本北海道札幌市中央區的音聲製作和DTM製作公司。伊藤博之是公司的創業者和执行董事，至2021年，公司有30位職員。伊藤博之表示公司名稱是因當時有關科技的取名潮流，沒有特別的意思。

## 概要
主要發售CD或DVD的效果音、背景音樂、音樂軟件，亦有營運手提電話的鈴聲、效果音、語音網站。
2007年8月31日發售採用了山葉的VOCALOID 2語音合成引擎為基礎開發販售的虛擬女性歌手軟件角色主唱系列的第一作「初音未來」，剛發售即大受歡迎，僅發售三個月已創下音樂軟件罕有的25,000件銷售量。伴隨著初音未來的大賣，CRYPTON於日本音樂軟件公司的市場佔有率在不足一個月內由6%急速上升至約33.9%，2007年全年的市場佔有率則是27.6%，音聲軟件的獲利則上升211.4%。
2008年1月10日，獲得「BCN AWARD 2008」的聲音關聯軟件部門獎項，而且是初次獲獎。翌年再繼續連任同一獎項，2008年的市場佔有率則是24.5%。